# يوجينيو سوتو
يوجينيو سوتو (9 مارس 1972 في الولايات المتحدة - ) هو لاعب كرة سلة بورتوريكي في مركز هجوم قوي الجسم، شارك في الألعاب الأولمبية الصيفية 1996.

## وصلات خارجية
- يوجينيو سوتو على موقع الاتحاد الدولي لكرة السلة (الإنجليزية)
- يوجينيو سوتو على موقع الاتحاد الدولي لكرة السلة (الإنجليزية)
- يوجينيو سوتو على موقع كرة السلة الأوروبية.كوم (الإنجليزية)
- يوجينيو سوتو على موقع ريلجم (الإنجليزية)
- يوجينيو سوتو على موقع بروبوليرز (الإنجليزية)
- يوجينيو سوتو على موقع سبورتس رفرنس (الإنجليزية)
- يوجينيو سوتو على موقع أوليمبيديا (الإنجليزية)